# 蓋子

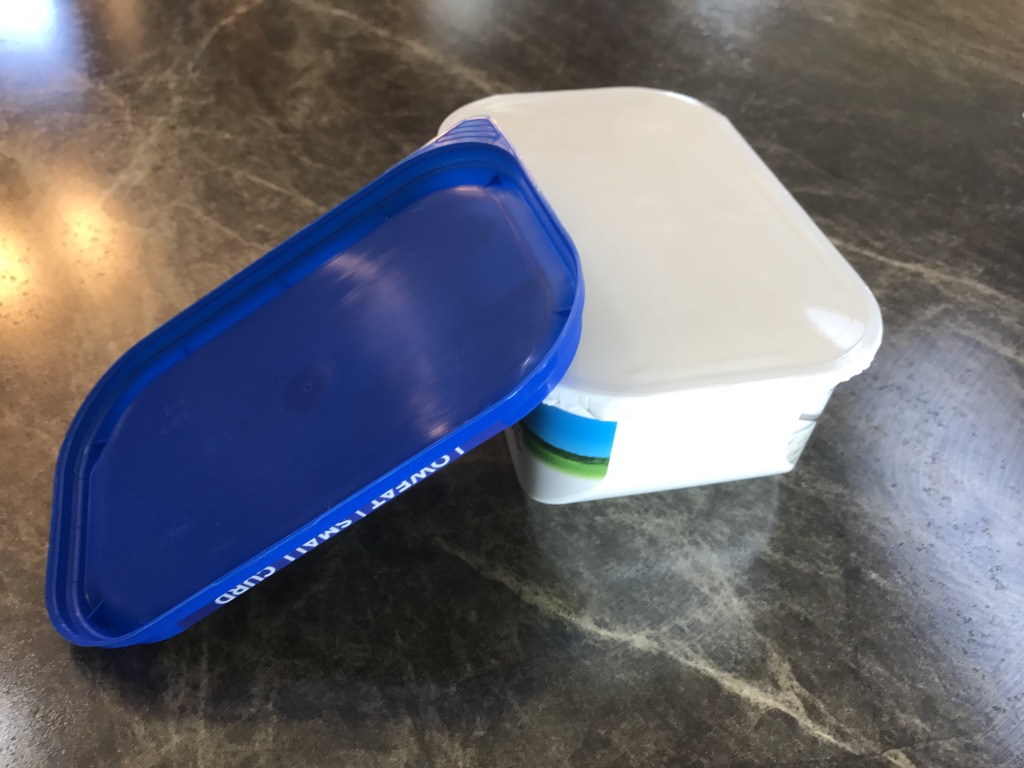
藍色的為蓋子

蓋子是容器的一部分，它起到封闭或密封的作用，通常盖子可以完全封闭物体。有些盖子有一个安全条或防拆带，這樣可以将盖子牢牢地固定住，直到蓋子需要被人打开为止。早在公元前3100年的陶器上就已经出現了盖子。